# ラスティ・トーレス
ラスティ・トーレス・エルナンデス（Rosendo "Rusty" Torres Hernandez, 1948年9月30日 - ）は、1970年代に活躍したアメリカ・メジャーリーグの野球選手。主なポジションは外野手。プエルトリコ・アグアディーヤ生まれ。右投げ、スイッチヒッター。主にインディアンス、エンゼルスなどでレギュラーをつとめた。

## 来歴・人物

### 球歴
トーレスは幼少の頃プエルトリコから移住し、ブルックリンの街中でスティックボールで遊んでいたのが野球との最初の出会いだったという。1966年、18歳の時にドラフトでニューヨーク・ヤンキースに入団、22歳になった1971年のシーズン終盤にメジャーデビューを果たした。翌1972年は80試合に出場したが打率.211と打てず、グレイグ・ネトルズらとの交換でインディアンスにトレードに出された。インディアンスで2年過ごしたあとフランク・ロビンソンの交換要員でエンゼルスに移るが、1975年は出場機会がなく、1977年オフにフリーエージェントとなる。その後ホワイトソックスとロイヤルズに所属し1980年まで出場した。1980年オフにはパイレーツと契約したものの試合には出場せず、そのままメジャーでの経歴を終えた。
野球選手引退後は、"Winning Beyond Winning"という財団を設立して教育も含めた若いアスリートの援助を行っている。幼少の頃のエピソードから、2002年には『スティックボールの殿堂入り』の表彰を受けた。
引退後は指導者を務めたが、2012年、野球教室に来ていた8歳の女児に性的ないたずらをしたとして逮捕され、2014年に懲役3年の刑を受けた。

### 3度の没収試合
トーレスが現役だった1971年から1980年の間、メジャーリーグでは4試合が没収試合となっているが、トーレスはそのうちの3試合に関わっている。
その1－1971年9月30日
既にテキサスへの移転を発表していたワシントン・セネタース（現テキサス・レンジャーズ）は、この日ヤンキースとRFKスタジアムでセネタースとしての最後の試合を行っていた。ヤンキースの3番で出場していたトーレスは2回に本塁打を打つなど2安打の活躍をしていた。しかし7対5でセネタースがリードして迎えた9回表ヤンキースの攻撃中に、この試合の記念品になりそうなものを求めるファンが多数フィールドに乱入して、スタジアムの土やベースなどを持っていってしまったため、主審のジム・オドムが没収試合を宣言、試合はヤンキースの勝ちとなった。
その2－1974年6月4日
当時クリーブランド・インディアンスに所属していたトーレスは、この試合3対5でリードされていた9回裏に代打として出場、シングルヒットを放ち、チームは土壇場で同点に追いついた。しかしこの日のイベントだった「10セントのビール」に酔った観客が多数フィールドに乱入して収拾がつかなくなり、試合は没収となった。椅子などで殴られ怪我をした関係者も多数出たが、この時トーレスは二塁ベース上にいた。
その3－1979年7月12日
この日予定されていたタイガース対ホワイトソックスのダブルヘッダー第1試合に、トーレスはホワイトソックスの外野手として出場、2回に安打を放ち、この試合のホワイトソックス唯一の得点を挙げている。しかしこの日の第1試合終了後行われたイベントで観客がフィールドにあふれ、暴動まがいの騒ぎを起こしたため第2試合が没収された。

## 詳細情報

### 年度別打撃成績
| 年 度    | 球 団    | 試 合 | 打 席 | 打 数 | 得 点 | 安 打 | 二 塁 打 | 三 塁 打 | 本 塁 打 | 塁 打 | 打 点 | 盗 塁 | 盗 塁 死 | 犠 打 | 犠 飛 | 四 球 | 敬 遠 | 死 球 | 三 振 | 併 殺 打 | 打 率 | 出 塁 率 | 長 打 率 | O P S |
| -------- | -------- | ----- | ----- | ----- | ----- | ----- | -------- | -------- | -------- | ----- | ----- | ----- | -------- | ----- | ----- | ----- | ----- | ----- | ----- | -------- | ----- | -------- | -------- | ----- |
| 1971     | NYY      | 9     | 26    | 26    | 5     | 10    | 3        | 0        | 2        | 19    | 3     | 0     | 1        | 0     | 0     | 0     | 0     | 0     | 8     | 0        | .385  | .385     | .731     | 1.115 |
| 1972     | NYY      | 80    | 219   | 199   | 15    | 42    | 7        | 0        | 3        | 58    | 13    | 0     | 4        | 1     | 0     | 18    | 3     | 1     | 44    | 2        | .211  | .280     | .291     | .571  |
| 1973     | CLE      | 122   | 376   | 312   | 31    | 64    | 8        | 1        | 7        | 95    | 28    | 6     | 5        | 7     | 4     | 50    | 5     | 3     | 62    | 7        | .205  | .317     | .304     | .622  |
| 1974     | CLE      | 108   | 169   | 150   | 19    | 28    | 2        | 0        | 3        | 39    | 12    | 2     | 1        | 4     | 2     | 13    | 1     | 0     | 24    | 2        | .187  | .248     | .260     | .508  |
| 1976     | CAL      | 120   | 309   | 264   | 37    | 54    | 16       | 3        | 6        | 94    | 27    | 4     | 4        | 8     | 1     | 36    | 3     | 0     | 39    | 4        | .205  | .299     | .356     | .655  |
| 1977     | CAL      | 58    | 89    | 77    | 9     | 12    | 1        | 1        | 3        | 24    | 10    | 0     | 1        | 1     | 1     | 10    | 0     | 0     | 18    | 2        | .156  | .250     | .312     | .562  |
| 1978     | CWS      | 16    | 51    | 44    | 7     | 14    | 3        | 0        | 3        | 26    | 6     | 0     | 1        | 1     | 0     | 6     | 0     | 0     | 7     | 0        | .318  | .400     | .591     | .991  |
| 1979     | CWS      | 90    | 203   | 170   | 26    | 43    | 5        | 0        | 8        | 72    | 24    | 0     | 0        | 8     | 0     | 23    | 1     | 2     | 37    | 4        | .253  | .349     | .424     | .772  |
| 1980     | KC       | 51    | 80    | 72    | 10    | 12    | 0        | 0        | 0        | 12    | 3     | 1     | 3        | 0     | 0     | 8     | 0     | 0     | 7     | 1        | .167  | .250     | .167     | .410  |
| MLB：9年 | MLB：9年 | 654   | 1522  | 1314  | 159   | 279   | 45       | 5        | 35       | 439   | 126   | 13    | 20       | 30    | 8     | 164   | 13    | 6     | 246   | 22       | .212  | .301     | .334     | .635  |